# Edward Shepherd Creasy
Sir Edward Shepherd Creasy (født 12. september 1812, død 17. januar 1878) var en engelsk historiker.
Uddannet på Eton College og Cambridge University og fra 1837 jurist. I 1840 blev han professor i historie ved London University og i 1860 højesteretsdommer på Ceylon (nuværende Sri Lanka) hvor han blev slået til ridder. Hans bedst kendte værk er Fifteen Decisive Battles of the World fra 1852. Derudover har han skrevet Historical and Critical Account of the Several Invasions of England (1852), History of the Ottoman Turks og Imperial and Colonial Institutions of the British Empire (1872).